# انیماک
انیماک (کاتالونیایی: Animac) با نام کاملِ جشنوارهٔ بین‌المللی فیلم‌های انیمیشینی کاتالونیا (کاتالونیایی: Mostra Internacional de Cinema d'Animació de Catalunya) نام یک جشنواره سینمایی است که از سال ۱۹۹۶ میلادی توسط «شهرداری شهر لریدا» و «دولت کاتالونیا» برپاشده است.
این جشنواره، غیررقابتی است و صرفاً به نمایش گلچینی از بهترین فیلم‌های کارتونی از سرتاسر جهان می‌پردازد.